# Arakaldo
Arakaldo – gmina w Hiszpanii, w prowincji Biskaja, w Kraju Basków, o powierzchni 2,65 km². W 2011 roku gmina liczyła 126 mieszkańców.
W miejscowości jest przystanek kolejowy Arakaldo.